# Ácsán Brahm
Phra Viszuddhiszanvarathéra (thai: พระวิสุทธิสังวรเถร), más néven Ácsán Brahmavaṃszó vagy Ácsán Brahm, szül.: Peter Betts (Nagy-London, 1951. augusztus 7. –), angliai származású théraváda buddhista szerzetes, író, tanító, apát, spirituális tanácsadó, patrónus.

## Élete első szakasza
Peter Betts Londonban született munkásosztálybeli szülők gyermekeként. Az 1960-as években elméleti fizika területen nyert ösztöndíjat Cambridge-i Egyetemen. Diplomaszerzés után egy éven át matematikát tanított egy középiskolában Devonban. Ezután utazott Thaiföldre, hogy buddhista szerzetes (bhikkhu) legyen, a tiszteletre méltó Ácsán Cshá Bódhinyána Maháthéra tanítványaként. Brahm Bangkokban kapta meg a szerzetesi felavatást huszonhárom éves korában Wat Saket (Szaket kolostortemplom) apátjától. Ezt követően kilenc éven át tanult és gyakorolt a thai erdei hagyományhoz tartozó Ácsán Cshá tanítványaként.

## Bódhinyána kolostor
Kilenc év szerzetesi gyakorlás után, 1983-ban Ácsán Brahmot az ausztrál Perth városába küldte Ácsán Cshá, hogy segítsen Ácsán Dzsagarónak a tanítási feladatokban. Kezdetben mindketten a Magnolia Street-en laktak egy öreg házban, Észak-Perth külvárosában, de az év vége felé vásároltak egy 97 hektáros (393 000 m²) erdős területet vidéken, Serpentine környékén. Ezen a területen alapították meg a Bódhinyána kolostort (tanítójuk után: Ácsán Cshá Bódhinyána). Ez a kolostor lett a déli félteke első thai théraváda buddhista kolostora, amely ma egész Ausztrália legnagyobb buddhista szerzetesi közösségét adja.
1994-ben Ácsán Dzsagaró visszatért a világi életbe. Közben Ácsán Brahmot egyre többfelé hívták meg tanításokat adni Ausztrália különböző részeiből, illetve Délkelet-Ázsiából is. 2002-ben szónokként vett részt a Nemzetközi Buddhista Gyűlésen Phnompen-ben. Brahm Közreműködött a Perth-től északkeletre épült, önálló Dhammaszára Apácakolostor létrahozásában.

## A bhikkhuni felavatási szertartás
2009. október 22-én Ácsán Brahm és Bhante Szudzsató felavatási szertartást adott bhikkhunik (női buddhista szerzetesek) számára a Bódhinyána kolostorban. Ekkor a nyugati buddhista théraváda szanghába négy bhikkhuni lépett be.  Jóllehet, hogy korábban szenteltek már fel bhikkhunit Kaliforniában és Srí Lankán, a thai erdei hagyományon belül ez volt az első. Thaiföldön az esemény több kritikát is kapott, ugyanis nincs egyetértés abban, hogy nő kaphat-e érvényes szerzetesi beavatást vagy sem. Thaiföldön már több mint ezer éve nem kapott felavatást bhikkhuni. Ácsán Brahm szerint semmilyen történelmi alapja nincs az érvénytelenségnek.
Mindenesetre, nyolc nappal a bhikkhunik felavatása után a thai erdei hagyomány idősebb tagjai kizárták Ácsán Brahmot az Ácsán Cshá által hagyományozott erdei hagyományvonalból. Ezáltal Ácsán Bram többé nem tagja semelyik thai vagy nyugati erdei hagyománycsoport tagjának.

## Anukampa Bhikkhuni Projekt

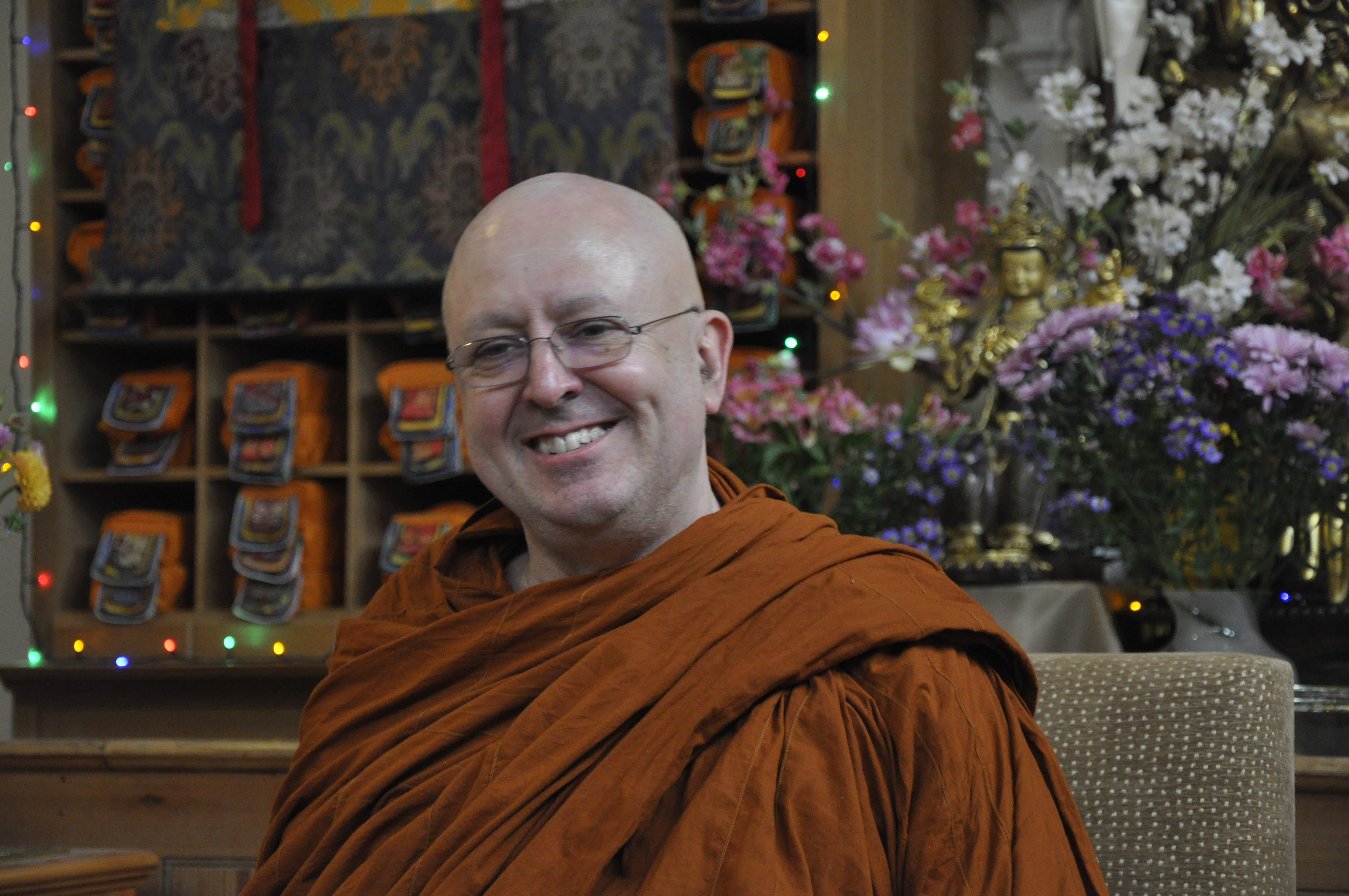
Ácsán Brahm

2015. októberében Brahm megkért egy perth-i apácát, hogy segítse elő egy új kolostor megalapítását az Egyesült Királyságban. Így született az Anukampa Bhikkhuni Projekt, amely a korai buddhizmus tanításait hivatott terjeszteni, illetve a bhikkhuni intézményét a szigetországban. Olyan környezetet kívánnak létrehozni, amelyben a nők megfelelően tudnak felkészülni a bhikkhuni létre.

## LGB támogatás
Brahm nyíltan beszélt az azonos neműek házasságának támogatásáról. 2014-ben egy szingapúri konferencián számolt be arról, hogy büszkén vett részt egy azonos nemű házasságkötésen. Kiemelte, hogy a buddhizmus nem tesz különbséget szexuális irányultság alapján.

## Művei
- Opening the Door of Your Heart: and Other Buddhist Tales of Happiness.  Also published as Who Ordered This Truckload of Dung?: Inspiring Stories for Welcoming Life's Difficulties. Wisdom Publications. ISBN 978-0861712786 (2005)
- Mindfulness, Bliss, and Beyond: A Meditator's Handbook. Wisdom Publications. ISBN 0-86171-275-7 (2006)
- The Art of Disappearing: Buddha's Path to Lasting Joy. Wisdom Publications. ISBN 0-86171-668-X (2011)
- Don't Worry, Be Grumpy: Inspiring Stories for Making the Most of Each Moment. Also published as Good? Bad? Who Knows?. Wisdom Publications. ISBN 978-1614291671  (2014)
- Kindfulness. Wisdom Publications. ISBN 978-1614291992 (2016)
- Bear Awareness: Questions and Answers on Taming Your Wild Mind.  Wisdom Publications. ISBN 978-1614292562 (2017)
- Falling Is Flying: The Dharma of Facing Adversity – with Guo Jun. Wisdom Publications. ISBN 978-1614294252 (2019)

## További olvasmányok
- Egan, Colleen. „Monk caught up in fire and brimstone”, The Australian , 2001. június 18.
- Franklin, Dave. „Religion with a humorous twist”, The Sunday Times , 2003. május 11.
- Horayangura, Nissara. „The bhikkhuni question”, Bangkok Post , 2009. április 28.   The full transcript from the 28 February 2009 interview is available on Buddhanet.
- Pitsis, Simone. „Brahm's symphony is the sound of silence”, The Australian , 2002. július 27.
- Ranatunga, D. C. (2007. február 4.). „Be good, be happy”. Sunday Times (Sri Lanka) 41 (36). ISSN 1391-0531.
- (2007. március 4.) „Few minutes of meditation, good way to start”. Sunday Times (Sri Lanka) 41 (40). ISSN 1391-0531.
- Ranatunga, D. C. (2007. december 9.). „Meeting Ajahn Brahm in a relaxed mood”. Sunday Times (Sri Lanka) 42 (28). ISSN 1391-0531.
- Smedley, Tim (2007. május 3.). „What HR could learn from Buddhism”. People Management 13 (9), 14. o. ISSN 1358-6297.

## Külső hivatkozások
- Ajahn Brahm a Nyugat-Ausztrália Buddhista Társaság (Buddhist Society of Western Australia) oldalán
- Egyszerűen ez a pillanat - Ajahn Brahm a buddhista gyakorlatokról